# La Hougue Bie
La Hougue Bie est un site mégalithique situé au lieu-dit de La Hougue Bie, dans la paroisse de Grouville, sur l'île de Jersey. Il s'agit du plus important site néolithique des îles Anglo-Normandes. Il est constitué principalement d'un dolmen, qui ne fut découvert qu'en 1925, mais ce site préhistorique fut réoccupé du Moyen Âge jusqu'au début du XXe siècle par diverses constructions religieuses ou civiles.

## Toponymie
La Hougue Bie est une formation toponymique médiévale caractéristique de la Normandie. 
En effet, le premier élément Hougue est un nom de lieu jèrriais, semblable au nord cotentinois Hougue qui signifie en « butte, tertre, monticule, tumulus » de même que le nom commun dérivé houguet, ailleurs en Normandie la forme est Hogue (voir Les Hogues qui a pris le sens de « hauteurs boisées », La Hogue, Le Hoguet, La hoguette, etc). Il est issu du vieux norrois haugr « tas, butte, monticule, tumulus » (cf. islandais haugur, norvégien haug de sens proches).
L'étymologie du second élément Bie est plus incertaine. Cependant, il existe plusieurs hameaux appelés La Bie en Normandie, par exemple : La Bie (Seine-Maritime, Grumesnil), La Bie (Seine-Maritime, Triquerville), La Bie (Calvados, Sainte-Marguerite-des-Loges), etc. Il s'agit peut-être du vieux norrois býr « établissement » devenu -by dans les noms de lieux danois et anglais. À noter qu’à proximité du site on trouve le hameau Hambye,.
Le sens global de La Hougue Bie pourrait être « établissement sur le tumulus », ce qui correspond au site.

## Historique
Au XIIe siècle, une chapelle en granit, dédiée à Notre-Dame-de-la-Clarté, fut édifiée au sommet du tumulus. Elle pourrait avoir remplacé une structure plus ancienne en bois. Cette construction fut probablement destinée à christianiser un site que la tradition locale assimilait au tombeau d'un héros sauroctone qui fut assassiné par son serviteur. Cette première chapelle perdura durant quatre siècles. Au XVIe siècle, le monument fut scindé en deux par le Père Mabon et une crypte circulaire lui fut adjointe. Lors de la Réforme protestante, le monument fut abandonné et tomba en ruines.
La mode romantique du XVIIIe siècle conduisit la famille d'Auvergne à transformer une partie de ces ruines en une résidence de style néogothique construite en briques, comportant deux tours et des murs crénelés. Abandonnée à la fin du XVIIIe siècle, cette construction de qualité médiocre tomba elle-même en ruine avant de faire l'objet d'un nouveau regain de romantisme au XIXe siècle. Un hôtel fut construit près du tumulus dans les années 1820 et un réseau de sentiers pédestres fut aménagé pour faciliter la visite des ruines. Le site était alors une destination touristique prisée.
Au début des années 1920, l'hôtel ferma et la Société Jersiaise acheta le site. Les constructions du XVIIIe siècle furent démolies et les chapelles reconstruites. Le dolmen ne fut découvert qu'en 1924 et un tunnel en béton fut construit pour en faciliter la visite. A cette occasion, le  tumulus fit l'objet d'une restauration partielle. La véritable étude archéologique du tumulus fut entreprise de 1991 à 1994.
Le site est désormais géré par l'association Jersey Heritage.

## Description
Le dolmen est du type dolmen à couloir. C'est le plus grand des dolmens à couloir dans les îles Anglo-Normandes et l'un des plus grands d'Europe. L'édifice mesure 20 m de long depuis l'entrée jusqu'au fond de la chambre sépulcrale. Il est enterré sous un tumulus de 55 m de diamètre et 12 m de hauteur, composé de terre et de roches. Il se compose d'un vestibule de 9,7 m de long permettant d'accéder à la chambre terminale cruciforme.

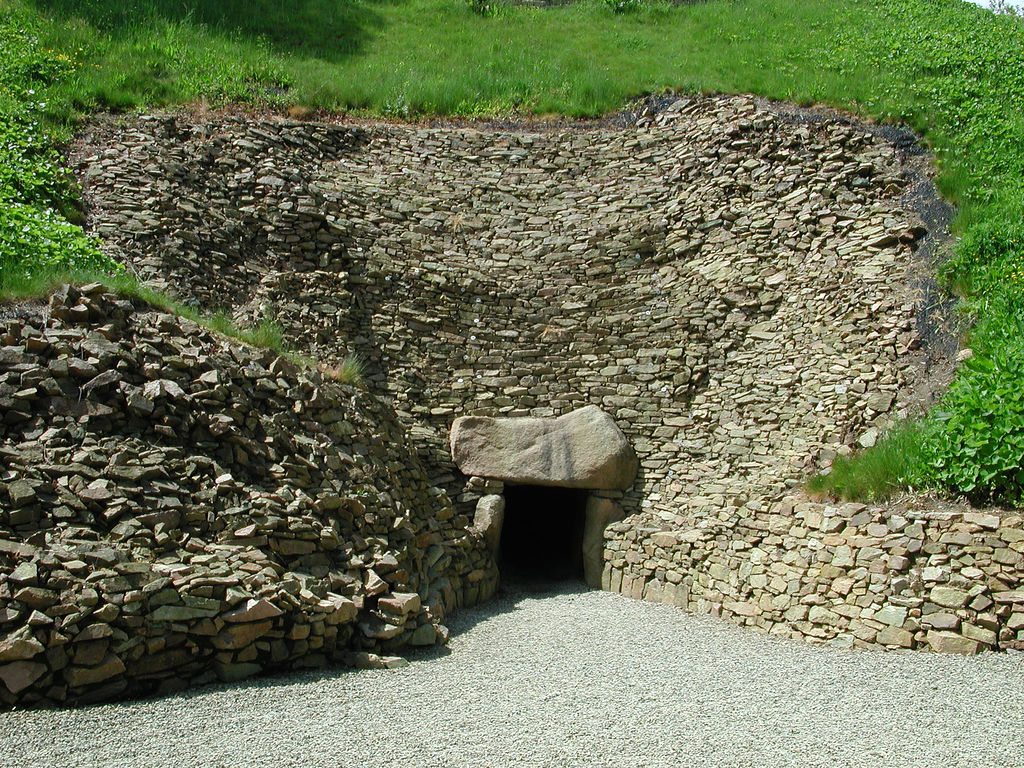
Entrée du dolmen.

Dans une première phase, le dolmen était recouvert d'un cairn dolménique de 36 m de diamètre et 9 m de hauteur précédé, de chaque côté de l'entrée, de terrasses en terre délimitées par des murettes en pierres sèches. Cette première étape de construction a été datée au C14 de 5 410 +/- 70 BP (Beta-77360/ETH-13185), soit environ entre 4 365 et 4 055 av. J.-C. Dans une seconde phase, ces terrasses furent fortement consolidées. Cette seconde étape de construction a été datée au C14 de 5 360 +/- 60 BP (Beta-57925/ETH-9972), soit environ entre 4 334 et 4 047 av. J.-C..
Les fouilles archéologiques et la restauration de l'entrée originale ont permis de constater qu'au lever du soleil aux équinoxes de printemps et d'automne, la lumière du soleil peut atteindre le fond de la chambre terminale.
A la fin du Néolithique, le couloir fut fermé par un mur en pierres sèches et l'entrée condamnée par un mas de blocs rocheux. Cette fermeture a été datée au C14 de 4 760 +/- 70 BP (Beta-77357/ETH-13182), soit environ entre 3 675 et 3 330 av. J.-C. Le cairn resta exposé pendant plusieurs siècles aux intempéries et une couche détritique d'une épaisseur d'environ 1 m se déposa sur le cairn. Une fosse creusée dans ce sol fut découverte lors des fouilles. Elle contenait des tessons de céramique datés du Campaniforme. Par la suite, l'ensemble fut recouvert d'une épaisse couche d'argile constituant ainsi le tumulus final. Les datations au C14 des charbons de bois retrouvés dans cette couche d'argile indique une période entre 4 110 +/- 60 BP (Beta-57923/ETH-9970), soit environ entre 2 873 et 2 583 av. J.-C, et 4 260 +/- 60 BP (Beta-57924/ETH-9971), soit environ entre 2919 et 2782 av. J.-C. Le site est ensuite complètement abandonné jusqu'au Moyen Âge.